# Sarobela biplagiata
Sarobela biplagiata är en fjärilsart som beskrevs av Butler 1889. Sarobela biplagiata ingår i släktet Sarobela och familjen nattflyn. Inga underarter finns listade.